# Perlis

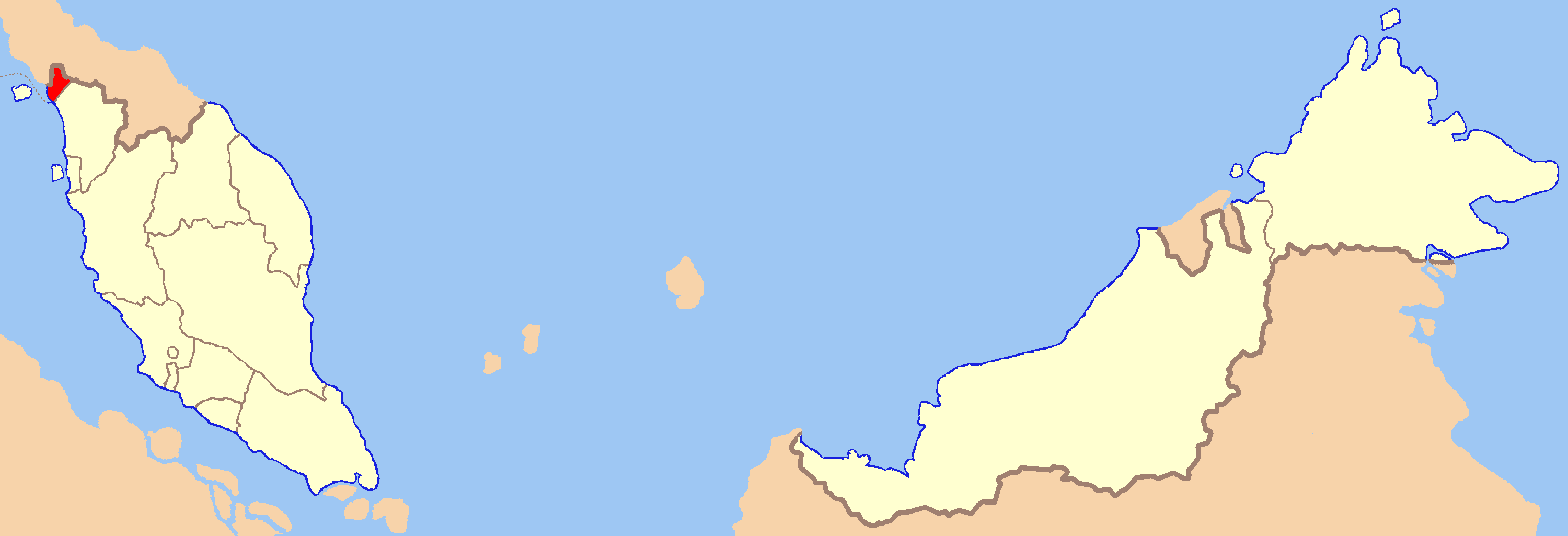
Perlis elhelyezkedése Malajzia térképén.

Perlis zászlaja.

Perlis (Jawi írással ﭬﺮليس)) Malajzia legkisebb szövetségi állama, a Maláj-félsziget északi részének nyugati partján, a thaiföldi Satun és Songkhla tartományok déli szomszédja.
Területe 810 km² (másfélszer akkora, mint Budapest), népessége 215 000 (2007-es becslés). 
Etnikai összetétele 2000-ben: maláj (174 805 vagy 79,74%), kínai (21 058 vagy 9,6%), indiai (2658 vagy 1,21%), más (20 690 vagy 9,45%). 
Fővárosa Kangar, a királyi székhely Arau. Egy másik jelentős városa Padang Besar, a thai határon. Fő kikötője Kuala Perlis falucskában található, amely főleg Langkawi-szigettel biztosít összeköttetést.
Turisták látogatta helyei egy kígyófarm, a Gua Kelam barlang és a kicsi, de látványos Perlis Nemzeti Park.

## Külső hivatkozások
- Official Perlis State Government web site
- Web site of His Majesty, the Raja of Perlis
- Perlis caves and tin mines
- Perlis page on the official portal of the ministry of tourism malaysia
- Official Perlis Football Fans